# Human Be-In
Das Human Be-In war ein Happening, das am Nachmittag und Abend des 14. Januar 1967 im Golden Gate Park in San Francisco stattfand. Es stellte den Anfang des „Summer of Love“ dar.
Das Human Be-In setzte seinen Schwerpunkt auf die Ideen der Hippiebewegung der 1960er: Individualismus, kulturelle und politische Dezentralisierung, das Leben in Kommunen, Umweltbewusstsein und die Ausweitung des Bewusstseins.
Die Bezeichnung Human Be-In stammt von dem Beat-Generation-Künstler und Mitbegründer des San Francisco Oracle Michael Bowen; die durch Zufall entstandene Bezeichnung kombinierte humanistische Werte mit der großen Anzahl von Sitzstreiks (englisch sit-in), die die Praktiken der Colleges und Universitäten veränderten und damit die letzten Spuren der fest verwurzelten Rassentrennung zum Verschwinden brachten.
Das Human Be-In wurde auf der ersten Seite des San Francisco Oracle angekündigt als „A Gathering of the Tribes for a Human Be-In“, erschienen in der fünften Ausgabe vom Februar 1967. Redner der Kundgebung waren beispielsweise Timothy Leary, der das Motto des Nachmittags mit seinem berühmten Satz „Turn On, Tune In, Drop Out“ lieferte, sowie Richard Alpert (später besser bekannt als Ram Dass). Aber auch Dichter wie Allen Ginsberg, der Mantras sang, und Gary Snyder nahmen teil. Weitere berühmte Teilnehmer waren Dick Gregory, Leonore Kandel oder Jerry Rubin. Ebenfalls vertreten waren die Hells Angels.
Lokale Rockbands wie Grateful Dead oder Quicksilver Messenger Service sorgten für die Musik.
Über die Besucherzahlen existieren bis heute widersprüchliche Angaben, es wird aber von 20.000 bis 30.000 Menschen ausgegangen. Dessen ungeachtet war die Wirkung des Human Be-In groß: 
Die Hippiebewegung, die sich am Human Be-In präsentieren konnte, ermutigte die Menschen, Autoritäten in Bezug auf Bürgerrechte, Frauenrechte und Verbraucherrechte in Frage zu stellen. Außerdem wurden eigene alternative Medien geschaffen und in der Musik und Kunst neue Wege eingeschlagen; technologisch führte dies in den 1990er Jahren schließlich zu den Digital Be-Ins.